# Microcharmus hauseri
Espèce
Microcharmus hauseri est une espèce de scorpions de la famille des Buthidae.

## Distribution
Cette espèce est endémique de Nosy Be dans la région Diana à Madagascar,.

## Systématique et taxinomie
Cette espèce a été décrite par Lourenço en 1996.

## Étymologie
Cette espèce est nommée en l'honneur de Bernd Hauser.

## Publication originale
- Lourenço, 1996 : « Microcharmus hauseri, nouvelle espèce de Scorpion de Madagascar (Scorpiones, Buthidae).. » Revue Suisse de Zoologie, vol. 103, no 3, p. 319-322 (texte intégral).